# Bruce Ames
Bruce Nathan Ames (Nova Iorque, 16 de dezembro de 1928 – Berkeley, 5 de outubro de 2024) foi um bioquímico e biólogo molecular estadunidense. Um dos seus trabalhos mais notáveis é a criação do teste de Ames para identificação de compostos mutagênicos.

## Carcinógenos sintéticos
Na década de 1970, Ames desenvolveu o teste de Ames, que é um ensaio barato e conveniente para mutagênicos e, portanto, potenciais cancerígenos. Testes cancerígenos anteriores usaram animais vivos e os procedimentos são caros e demorados. Isso tornou os testes em animais impraticáveis para uso em triagem em larga escala e reduziu o número de compostos que poderiam ser testados. O teste de Ames, por outro lado, usa a bactéria Salmonella typhimurium para testar mutagênicos e é consideravelmente mais barato e rápido. O teste de Ames tornou-se amplamente utilizado como uma triagem inicial para possíveis carcinógenos e tem sido usado para identificar potenciais carcinógenos usados anteriormente em produtos comerciais.  Sua identificação levou a que algumas dessas formulações, como produtos químicos usados em tintura de cabelo, fossem retiradas do uso comercial. A facilidade com que o teste de Ames permite que produtos químicos amplamente utilizados sejam identificados como possíveis cancerígenos fez dele um dos primeiros heróis do ambientalismo.
O trabalho subsequente no laboratório de Ames envolveu uma visão geral do que era mutagênico ou cancerígeno e em que grau. Anteriormente, os cientistas tendiam a procurar apenas resultados positivos ou negativos sem considerar a magnitude do efeito, o que significava que, à medida que mais e mais itens se mostravam potencialmente mutagênicos, não havia um sistema para avaliar os perigos relativos. Ele também continuou a testar vários compostos naturais e artificiais e descobriu que, apesar do que ele e outros haviam assumido, os compostos naturais não estavam se revelando benignos em comparação com os artificiais. Seu trabalho contínuo acabou levando-o a cair em desgraça com muitos ambientalistas. Como os produtos químicos naturais também se mostraram frequentemente mutagênicos, ele argumentou que a exposição ambiental a produtos químicos manufaturados pode ser de relevância limitada para o câncer humano, mesmo quando esses produtos químicos são mutagênicos em um teste de Ames e cancerígenos em ensaios com roedores.  Ele argumentou que a maioria dos danos genéticos humanos surge da falta de micronutrientes essenciais em dietas pobres e da oxidação do DNA durante o metabolismo normal, e que os carcinógenos ambientais mais importantes podem incluir alguns cujo efeito principal é causar a divisão crônica das células-tronco, por meio da qual os mecanismos normais de proteção de uma célula se tornam menos eficazes.
Ele argumentou contra a proibição de pesticidas sintéticos e outros produtos químicos, como o Alar, que se mostraram cancerígenos. Ames publicou resultados mostrando que muitos produtos alimentícios comuns seriam considerados cancerígenos de acordo com os mesmos critérios.   Ames estava preocupado com o fato de que a atenção excessivamente zelosa aos efeitos relativamente menores à saúde de pequenas quantidades de vestígios de substâncias cancerígenas pode desviar recursos financeiros escassos de grandes riscos à saúde e causar confusão pública sobre a importância relativa de diferentes perigos. Ames se considerava um dos principais "opositores na histeria sobre pequenos vestígios de produtos químicos que podem ou não causar câncer" e disse que "se você tem milhares de riscos hipotéticos aos quais deve prestar atenção, isso elimina completamente os principais riscos dos quais você deve estar ciente".

## Publicações selecionadas
- com Lynn M. Wallock, Tsunenobu Tamura, Craig A. Mayr, Kelley E. Johnston and Robert A. Jacob: Low seminal plasma folate concentrations are associated with low sperm density and count in male smokers and nonsmokers. In: Fertility and Sterility. Vol. 75, 2001, ISSN 0015-0282, S. 252–259, PMID 11172823.
- com Patricia Wakimoto: Are vitamin and mineral deficiencies a major cancer risk? In: Nature Reviews Cancer. Vol. 2, Nr. 9, 2002, ISSN 1474-175X, S. 694–704, PMID 12209158, doi:10.1038/nrc886.
- com Hani Atamna, David W. Killilea und Alison Nisbet Killilea: Heme deficiency may be a factor in the mitochondrial and neuronal decay of aging. In: Proceedings of the National Academy of Sciences of the United States of America. Vol. 99, 2002, ISSN 0027-8424, S. 14807–14812, PMID 12417755, doi:10.1073/pnas.192585799.
- com Patrick B. Walter, Mitchell D. Knutson, Andres Paler-Martinez, Sonia Lee, Yu Xu und Fernando E. Viteri: Iron deficiency and iron excess damage mitochondria and mitochondrial DNA in rats. In: Proceedings of the National Academy of Sciences of the United States of America. Vol. 99, 2002, S. 2264–2269, PMID 11854522, doi:10.1073/pnas.261708798.
- com Emily Ho: Low intracellular zinc induces oxidative DNA damage, disrupts p53, NFkappa B, and AP1 DNA binding, and affects DNA repair in a rat glioma cell line. In: Proceedings of the National Academy of Sciences of the United States of America. Vol. 99, S. 16770-16775, PMID 12481036, doi:10.1073/pnas.222679399.
- The Metabolic Tune-Up: Metabolic Harmony and Disease Prevention. In: The Journal of Nutrition. Vol. 133, 2003, ISSN 0022-3166, S. 1544S–1548S, PMID 12730462, online.

## Morte
Bruce morreu no dia 5 de outubro de 2024, aos 95 anos.